# 格里斯施泰特
格里斯施泰特是德国巴伐利亚州的一个市镇。总面积29.53平方公里，总人口2674人，其中男性1356人，女性1318人（2011年12月31日），人口密度91人/平方公里。